# Esseneit
Das Mineral Esseneit (IMA-Symbol Ess) ist ein sehr seltenes Kettensilikat aus der Pyroxengruppe mit der Endgliedzusammensetzung CaFe3+AlSiO6.
Esseneit kristallisiert mit monokliner Symmetrie und bildet rotbraune prismatische Kristalle von 2-8 mm Länge.
Gebildet wird Esseneit unter oxidierenden Bedingungen bei Temperaturen über ~1000 °C und niedrigen Druck in eisenreichen Kalksilikatgesteinen. Die Typlokalität ist die Durham Ranch Paralava (Wyoming, USA), ein durch ein natürliches Kohlenfeuer aufgeschmolzenes Sediment, in der Esseneit zusammen mit Anorthit, Melilith und Magnetit-Hercynit-Mischkristallen auftritt.

## Etymologie und Geschichte

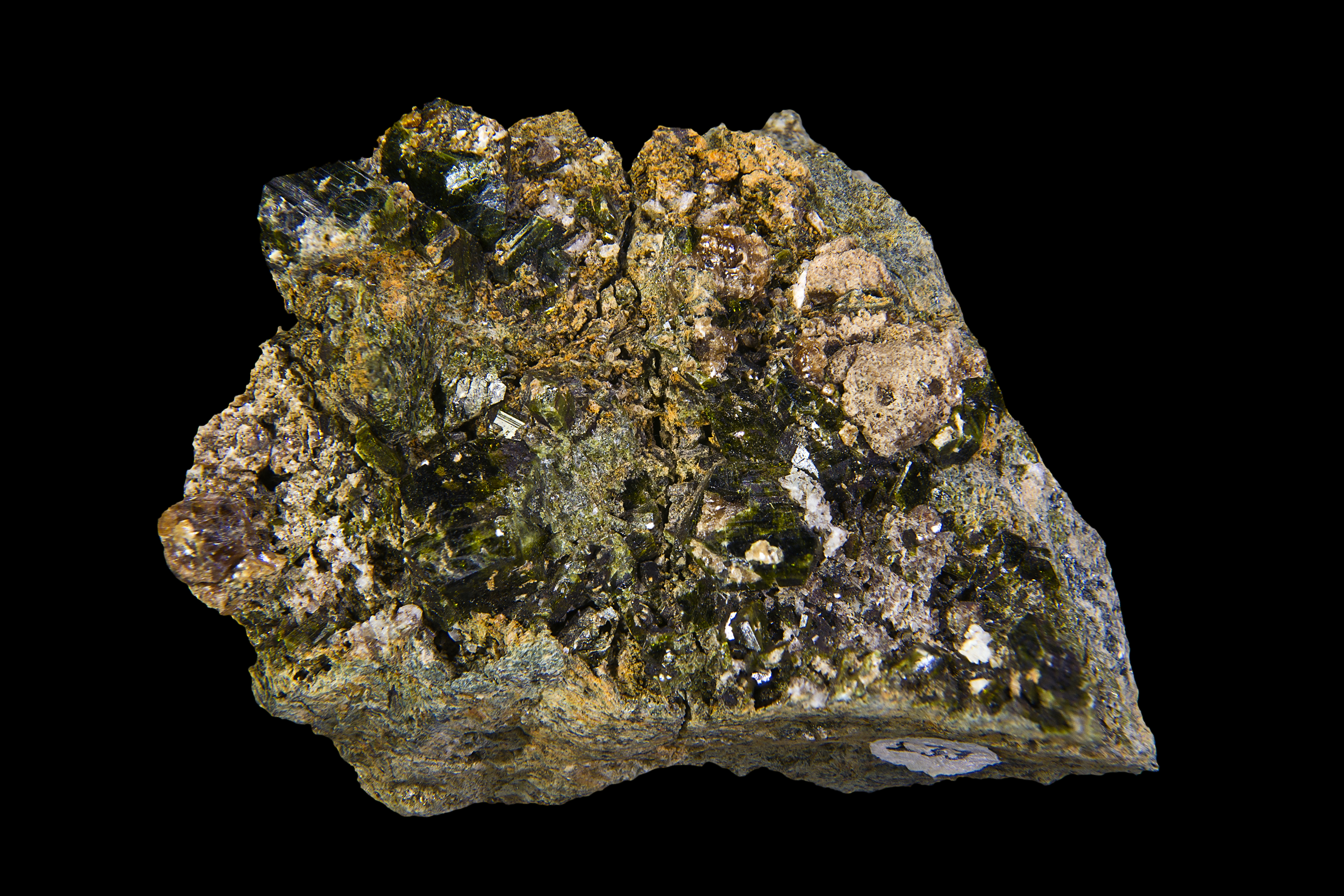
Grüner Fassait vom Toal de la Foia, Monti Monzoni im Fassatal, Trentino, Italien

Aluminium- und Fe3+-haltige Pyroxene sind seit Beginn des 19. Jahrhunderts unter den Bezeichnungen Fassait und Salit bekannt. Bezeichnete man anfangs mit Fassait noch rotbraune Zeolithe aus dem Fassatal, führte Abraham Gottlob Werner 1817 dem Namen Fassait für lauch- bis dunkelgrüne Pyroxene aus dem Fassatal ein, die sich durch stark ausgebildete [110]-Prismenflächen auszeichnen.
Die charakteristischen Gehalte an Aluminium und ferrischen Eisen (Fe3+) ohne entsprechende Gehalte an Natrium belegte 60 Jahre später Cornelio August Doelter durch die ersten chemischen Analysen dieser Fassaite, die die beiden Oxidationsstufen des Eisens berücksichtigten. In der Folge wurde die Bezeichnung Fassait ausgeweitet auf alle Aluminium- und Fe3+-haltigen, natriumarmen Calciumpyroxene aus metamorphen Kalksandsteinen.
Seit Beginn des 20. Jahrhunderts wurden experimentell die maximalen Gehalte dreiwertiger Kationen von Diopsid ausgelotet. E. R Segnit z. B. von der University of Cambridge synthetisierte 1953 Diopside mit 8 Gew-% Fe2O3 und Ken-ichi Hijikata synthetisierte 1968 an der Universität Hokkaidō Diopsid (CaMgSi2O6)- Esseneite (CaFe3+AlSiO6)- Mischkristalle über den gesamten Zusammensetzungsbereich.
Auch in natürlichen Vorkommen wurden Diopside mit immer höheren Fe- und Al-Gehalten gefunden. Knopf & Lee beschrieben 1956 einen Fassait aus einem spinellhaltigen, metamorphen Kalkstein, bei dem 0,463 Atome pro Formeleinheit (apfu) Si durch Al ersetzt wurden und Donald R. Peacor beschrieb 1967 die Struktur eines Pyroxens aus einem Karbonatit mit 0,494 apfu Al auf der Siliziumposition. Im Jahr 1977 dokumentierte S. Gross einen Fassait aus einem Pyroxen-Wollastonit-Anorthit-Fels der pyrometamorphen Hatrurim-Formation bei Tarqumiya (Palestina) mit 0,6 apfu Al auf der Si-Position und 0,41 apfu Fe3+.
Pyroxene mit einer Zusammensetzung nahe der Endgliedzusammensetzung CaFe3+AlSiO6 wurden erstmals 1987 vom Michael A. Cosca und Donald R. Peacor in der Durham Ranch Paralava aus Wyoming, USA beschrieben. Sie benannten das neue Mineral nach seinem Entdecker Dr. Eric J. Essene, Professor an der University of Michigan in Anerkennung seiner zahlreichen Beiträge zur Mineralogie und Mineralgleichgewichten.
Der Mineralname Fassait wurde 1989 von der Commission on New Minerals and Mineral Names (CNMMN) der International Mineralogical Association (IMA) diskreditiert.

## Klassifikation
In der strukturellen Klassifikation der International Mineralogical Association (IMA) gehört Esseneit zusammen mit Augit, Burnettit, Davisit, Diopsid, Grossmanit, Hedenbergit, Johannsenit, Kushiroit, Petedunnit und Tissintit zu den Kalziumpyroxenen in der Pyroxengruppe.
In den klassischen Mineralsystematiken gehört der Esseneit zur Mineralklasse der „Silikate und Germanate“.
Da der Esseneit erst 1985 als eigenständiges Mineral anerkannt wurde, ist er in der zuletzt 1977 überarbeiteten 8. Auflage der Mineralsystematik nach Strunz noch nicht verzeichnet.
In der zuletzt 2018 überarbeiteten Lapis-Systematik nach Stefan Weiß, die formal auf der alten Systematik von Karl Hugo Strunz in der 8. Auflage basiert, erhielt das Mineral die System- und Mineralnummer VIII/F.01-110. Dies entspricht der Klasse der „Silikate“ und dort der Abteilung „Ketten- und Bandsilikate“, wo Esseneit zusammen mit Aegirin, Aegirin-Augit, Augit, Davisit, Diopsid, Grossmanit, Hedenbergit, Jadeit, Jervisit, Johannsenit, Kanoit, Klinoenstatit, Klinoferrosilit, Kosmochlor, Kushiroit, Namansilit, Natalyit, Omphacit, Petedunnit, Pigeonit, Spodumen und Tissintit die Untergrupp der „Klinopyroxene“ mit der Systemnummer VIII/F.01 innerhalb der Pyroxengruppe bildet.
Die von der IMA zuletzt 2009 aktualisierte 9. Auflage der Strunz’schen Mineralsystematik ordnet den Esseneit ebenfalls in die Abteilung der „Ketten- und Bandsilikate (Inosilikate)“ ein. Diese ist weiter unterteilt nach der Struktur der Silikatketten. Das Mineral ist hier entsprechend seinem Aufbau in der Unterabteilung „Ketten- und Bandsilikate mit 2-periodischen Einfachketten Si2O6; Pyroxen-Familie“ zu finden, wo es zusammen mit Augit, Davisit, Diopsid, Hedenbergit, Johannsenit, Kushiroit und Petedunnit die „Ca-Klinopyroxene, Diopsidgruppe“ mit der Systemnummer 9.DA.15 bildet.
In der vorwiegend im englischen Sprachraum gebräuchlichen Systematik der Minerale nach Dana hat MineralName die System- und Mineralnummer 65.01.03a.06. Dies entspricht ebenfalls der Klasse der „Silikate“ und dort der Abteilung „Kettensilikatminerale“, wo das Mineral zusammen mit Diopsid, Hedenbergit, Augit, Johannsenit, Petedunnit und Davisit in der „C2/c Klinopyroxene (Ca-Klinopyroxene)“ mit der Systemnummer 65.01.03a innerhalb der Unterabteilung „Kettensilikate: Einfache unverzweigte Ketten, W=1 mit Ketten P=2“ zu finden ist.

## Chemismus
Esseneit mit der Endgliedzusammensetzung [M2]Ca[M1]Fe3+[T](SiAl)O6 ist das Eisen-Aluminium-Analog von Diopsid ([M2]Ca[M1]Mg[T]Si2O6), wobei [M2], [M1] und [T] die Positionen in der Pyroxenstruktur sind.
Die empirische Zusammensetzung von Esseneit aus der Typlokalität ist
- [M2](Ca1,01Na0,01)[M1](Fe3+0,73Al0,04Mg0,16Fe2+0,02Ti0,03)[T](Si1,19Al0,81)O6[3].

Die Abweichungen von der idealen Zusammensetzung gehen im Wesentlichen auf folgende Mischkristallreihen zurück. Zum einen wird Fe3+ auf der [M1]-Positionen ersetzt durch Al3+, entsprechend der Austauschreaktion
- [M1]Fe3+ = [M1]Al3+ (Kushiroit),

zum anderen wird Fe3+ durch gekoppelte Substitutionen ersetzt durch Mg2+, Fe2+ oder Ti4+
- [M1]Fe3+ + [T]Al3+ = [M1]Mg2+ + [T]Si4+ (Diopsid)[5][6]
- [M1]Fe3+ + [T]Al3+ = [M1]Fe2+ + [T]Si4+ (Hedenbergit)[16]
- [M1]Fe3+ + [T]Si4+ = [M1]Ti4+ + [T]Al3+[17][16]

Die Gehalte an Titan-Pyroxen gehen nicht über 18 Gew-% hinaus und in der Natur sind bislang keine Pyroxene gefunden worden, deren Zusammensetzung von dem Ti4+-Endglied CaTiAl2O6 dominiert wird.
Bis zu ein Viertel der Kalziumposition M2 kann unbesetzt sein, entsprechend der Austauschreaktion
- [M2]Ca2+ + 2[T]Al3+ = [M2]□ + 2[T]Si4+[18]

## Kristallstruktur
Esseneit kristallisiert mit monokliner Symmetrie in der Raumgruppe C2/c (Raumgruppen-Nr. 15) mit 4 Formeleinheiten pro Elementarzelle. Der natürliche Mischkristall aus der Typlokalität hat die Gitterparameter a = 9,79 Å, b =8,822 Å, c = 5,37 Å und β = 105,81°. Die Gitterparameter des synthetischen Endgliedes sind a = 9,783 Å, b =8,787 Å, c = 5,372 Å und β = 105,82°.
Die Struktur ist die von Klinopyroxen. Silizium (Si4+) und Aluminium (Al3+) besetzen die tetraedrisch von 4 Sauerstoffionen umgebene T-Position, Calcium (Ca2+) belegt die oktaedrisch von 6 Sauerstoffen umgebene M2-Position und Eisen (Fe3+) die ebenfalls oktaedrisch koordinierte M1-Position. Die Verteilung von Eisen und Aluminium ist auch bei hohen Temperaturen über 1000 °C stark geordnet. In synthetischen Essenit besetzt rund 10 % des Fe3+ die Tetraederposition, bei entsprechend großen Al-Gehalten auf M1. In natürlichen Essenit fanden Cosca und Peacor kein Fe3+ auf der Siliziumposition, was sie mit einer langsameren Abkühlung und einer dabei einsetzenden Ordnung von Aluminium und Eisen erklären.

## Bildung und Fundorte
Esseneit ist bei hohen Temperaturen bereits bei 1 bar stabil und wird erst bei Drucken über 40-45 kBar und 1100-1500 °C abgebaut zu grossularreichen Granat und hämatitreichen Oxid.
Esseneitreiche Klinopyroxene kristallisieren aus SiO2-untersättigten Magmen oder bilden sich metamorph bei niedrigen Druck und Temperaturen um 1000 °C durch Pyrometamorphose von kalkigen Sedimenten.

### Pyrometamorphose
Die Typlokalität von Esseneit ist eine Paralava, ein durch ein natürliches Kohlenfeuer aufgeschmolzenes Sediment, die 25 km südlich von Gillette im Campbell County (Wyoming), Wyoming, USA zutage tritt. Esseneit findet sich hier zusammen mit Anorthit, Melilith, Magnetit-Hercynit-Mischkristallen und Glas.
In der pyrometamorphen Hatrurim-Formation findet sich esseneitreicher Klinopyroxen bei Tarqumiya nördlich von Hebron im Westjordanland, Palästinensische Autonomiegebiete. Begleitminerale sind hier Anorthit, Wollastonit, Gehlenit und als Einschluss Magnetit.
Vergleichbare Mineralparagenesen bilden sich in Abraumhalden des Kohlebergbaus, wenn diese bei Bränden pyrometamorph verändert wurden.

### Skarne
Aus den Grossular-Wollastonit-Endoskarnen des Cornet Hill im Magureaua Vaţei-Gebiet bei Vaţa Bai im Apuseni-Gebirge, Rumänien wurden relikte Esseneit- und Kushiroit- dominierter Klinopyroxene beschrieben mit Diopsidgehalten von teilweise unter 30 Mol-% und 39 Mol-% Esseneit. Sie treten als kleine Einschlüsse in Wollastonit auf, zusammen mit Kalsilit.
Essenitreiche Klinopyroxene wurden aus den Gesteinen des Colle Fabbri in der Provinz Perugia, Umbrien, Italien beschrieben. In den dort aufgeschlossenen Melilithit enthalten die diopsireichen Klinopyroxene 25-30 Mol-% Essenit und treten zusammen mit Wollastonit, Melilith, Leucit, Kalsilit, Anorthit, zonierten Ti-Garnet, Perovskit, Spinell und Apatit auf. In den kontaktmetamorph veränderten pelithischen Sedimenten weisen die zonierten Klinopyroxene in ihren Randbereichen bis zu 44 Mol-% Essenit auf. Begleitminerale sind hier Anorthit und Wollastonit in einer Grundmasse aus Glas, Fe-reichen Klinopyroxen, Magnetit, Kalifeldspat, Spinell, Titanit und Sulfiden.

## Verwendung
Natürlich auftretender Essenit ist sehr selten und hat keine wirtschaftliche Bedeutung.
Technische Bedeutung hat Essenit als Bestandteil von Glaskeramiken, die aus industriellen Stäuben wie Flugasche, Schleifstaub oder Rotschlamm gewonnen werden können. Diese Essenit-Glaskeramiken sind sehr hart, weisen eine hohe Biegefestigkeit auf und sind chemisch recht stabil, was sie für einige technische Anwendungen interessant macht.